# Poètes d'aujourd'hui
Poètes d'aujourd'hui est une collection de monographies consacrées à des poètes, principalement du XXe siècle.
Elle est créée en mai 1944 par Pierre Seghers, poète, résistant, directeur de revues et fondateur des Éditions Seghers.
Elle est complétée en 1958 par la collection Poètes d'hier et d'aujourd'hui rebaptisée la même année Écrivains d'hier et d'aujourd'hui, puis en 1966 par une dernière collection, d'abord série de Poètes d'aujourd'hui, baptisée en sous-titre Poésie et chansons, Chansons d'aujourd'hui remplaçant par la suite Poètes d'aujourd'hui. Cette nouvelle collection prend son autonomie en 1971 avec une numérotation spécifique, les treize premiers titres bénéficiant d'un nouveau numéro.

## Historique

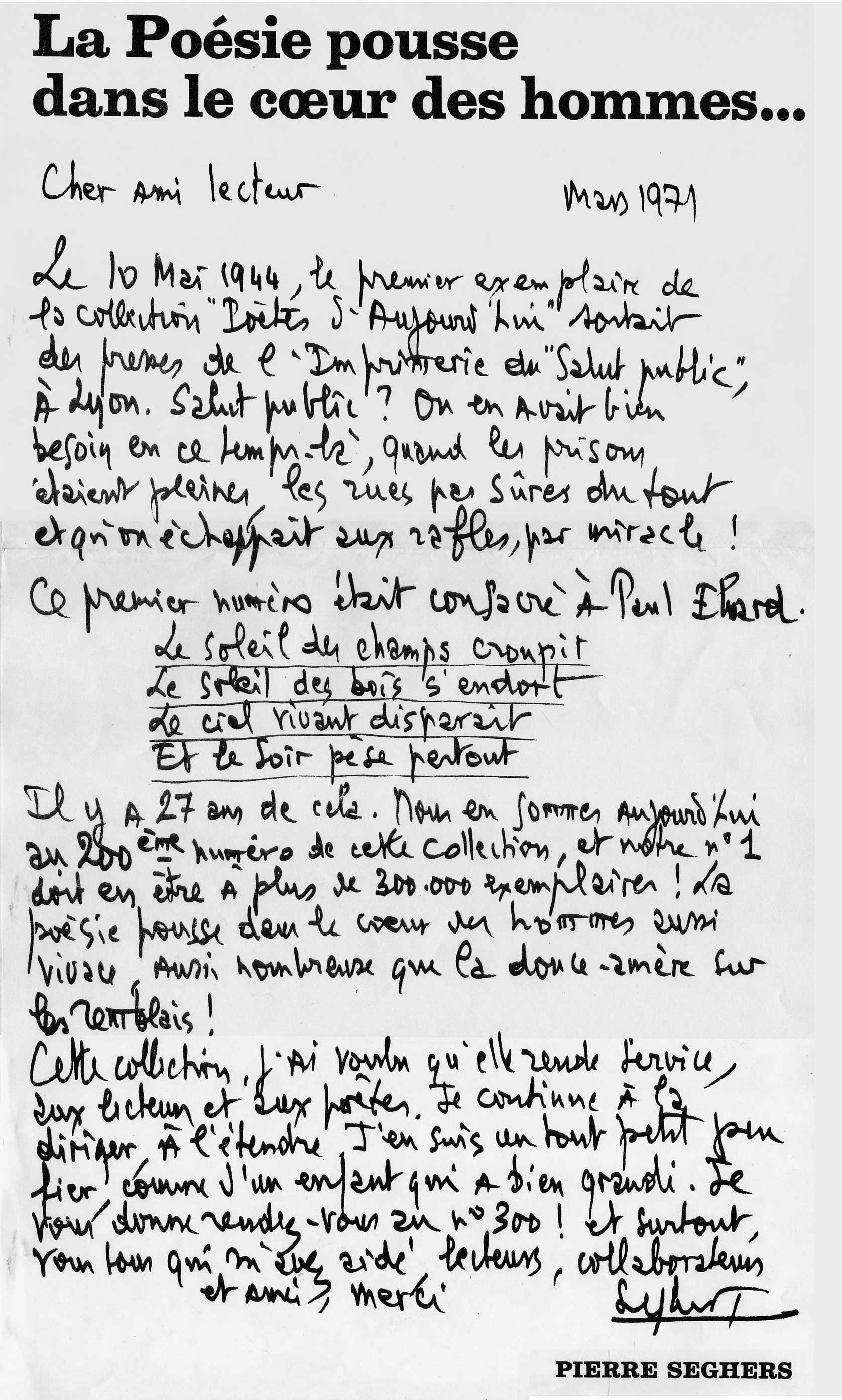
Affiche manuscrite de Pierre Seghers lors de la publication du no 200, mai 1971

La collection a pour vocation de rendre les poètes et la poésie accessibles au plus grand nombre. Le format est inhabituel, presque carré (15,5 cm × 13,5 cm), et le prix d'achat modéré. Le principe adopté par Pierre Seghers dès le premier numéro est celui du diptyque ; chaque monographie comporte deux parties : une étude consacrée au poète, puis un choix de textes. La présentation du poète est souvent rédigée par un écrivain « alter ego » du poète
La collection est lancée en mai 1944 par un volume consacré à Paul Éluard par Louis Parrot. Suivront rapidement un volume no 2 consacré à Aragon par Claude Roy, puis un no 3 à Max Jacob par André Billy. La collection concerne principalement des poètes modernes et contemporains.
De nombreux Poètes d'aujourd'hui connaîtront un grand succès et seront réédités. Le no 1 consacré à Paul Éluard sera vendu à près de 300.000 exemplaires . Ces rééditions seront en général accompagnées d'un chapitre complémentaire qui tient compte de l'évolution de l'œuvre du poète depuis la première édition de la monographie.
En 1962, Pierre Seghers fait entrer la chanson dans la collection Poètes d'aujourd'hui. Ainsi le no 93 est consacré à Léo Ferré, le no 99 à Georges Brassens, le no 119 à Jacques Brel, le no 121 à Charles Aznavour. Faisant fi de l'indignation de certains, Seghers crée en 1966 une collection dédiée aux poètes-chanteurs : Poésie et chansons. Le Poètes d'aujourd'hui no 93 consacré à Léo Ferré devient le no 1 de cette nouvelle collection, le no 99 consacré à Georges Brassens devient le no 2, le no 119 consacré à Brel, le no 3, et ainsi de suite.
Le succès de la collection Poètes d’aujourd’hui incite Pierre Seghers à créer d'autres collections de monographies au format identique. Poésie et chansons, mais aussi Écrivains d’hier et d’aujourd’hui (initialement baptisée « Poètes d'hier et d'aujourd'hui », au moins pour les deux premiers numéros), Philosophes de tous les temps, Musiciens de tous les temps, Savants du monde entier, Théâtre de tous les temps, Destins politiques, Cinéma d'aujourd'hui...
Lorsqu'en 1969 Pierre Seghers vend sa maison d'édition à son ami Robert Laffont, la collection atteint les 200 numéros.
La collection Poètes d'aujourd'hui s'achèvera en 1994 avec le no 270 consacré à Jude Stefan par Michel Sicard.
Entre 2005 et 2007, les Éditions Seghers, sous la direction de Bruno Doucey, ont toutefois fait entrer dans la collection 7 nouveaux poètes : Salah Stétié, Anne Perrier, Jean Grosjean, Maurice Chappaz, Emmanuel Hocquard, Edmond Jabès et Lorand Gaspar.
La collection « Poètes d'aujourd'hui » a inspiré de nombreux éditeurs, et est considérée par certains comme le véritable précurseur du livre de poche.

## Auteurs publiés dans la collection «Poètes d'aujourd'hui» (par ordre des numéros)

### Numéros 1 à 50
- no 1 : Paul Éluard, par Louis Parrot, 1944. Nouvelle édition avec une postface de Jean Marcenac, 1960. Nouvelle édition avec une postface de Jean-Marie Gleize, 2002
- no 2 : Aragon, par Claude Roy, 1945 (voir aussi le numéro 159)
- no 3 : Max Jacob, par André Billy, 1945
- no 4 : Jean Cocteau, par Roger Lannes, rééd. 1962 complétée par Henri Parisot et Pierre Seghers
- no 5 : Henri Michaux, par René Bertelé, 1946
- no 6 : Lautréamont, par Philippe Soupault, 1946
- no 7 : Federico Garcia Lorca, par Louis Parrot, Armand Guibert, 1947
- no 8 : Guillaume Apollinaire, par André Billy, 1947
- no 9 : Walt Whitman, par Paul Jamati, 1948
- no 10 : Paul Claudel, par Louis Perche (collab. René Lacôte), 1948
- no 11 : Blaise Cendrars, par Louis Parrot, 1948
- no 12 : Arthur Rimbaud, par Claude-Edmonde Magny, 1948
- no 13 : Francis Carco, par Philippe Chabaneix,1949
- no 14 : Rainer Maria Rilke, par Pierre Desgraupes, 1949
- no 15 : Jules Supervielle, par Claude Roy, 1949
- no 16 : Robert Desnos, par Pierre Berger, 1949
- no 17 : O. V. de L. Milosz, par Jean Rousselot, 1949
- no 18 : André Breton, par Jean-Louis Bédouin, 1950
- no 19 : Léon-Paul Fargue, par Claudine Chonez, 1950
- no 20 : Francis Jammes, par Robert Mallet, 1950
- no 21 : Gérard de Nerval, par Jean Richer, 1950
- no 22 : René Char, par Pierre Berger, 1950 ; rééd. 1961
- no 23 : Tristan Corbière, par Jean Rousselot, 1951
- no 24 : Alfred Jarry, par Jacques-Henry Lévesque, 1951
- no 25 : Pierre Reverdy, par Jean Rousselot et Michel Manoll, 1951
- no 26 : Pierre Mac Orlan, par Pierre Berger, 1951
- no 27 : Victor Hugo, par Louis Perche, 1952
- no 28 : Saint-Pol-Roux, par Théophile Briant, 1952
- no 29 : Lewis Carroll, par Henri Parisot, 1952
- no 30 : Jules Laforgue, par Marie-Jeanne Durry, 1952
- no 31 : Charles Baudelaire, par Luc Decaunes, 1952
- no 32 : Tristan Tzara, par René Lacôte et Georges Haldas, 1952
- no 33 : Jules Romains, par André Figueras, 1952
- no 34 : Émile Verhaeren, par Franz Hellens, 1952
- no 35 : Saint-John Perse, par Alain Bosquet, 1953
- no 36 : Friedrich Hölderlin, par Rudolf Leonhard et Robert Rovini, 1953
- no 37 : André Frénaud, par Georges-Emmanuel Clancier, 1953 (voir aussi le numéro 261)
- no 38 : Paul Verlaine, par Jean Richer, 1953
- no 39 : Edgar Allan Poe, par Jean Rousselot, 1953
- no 40 : Pablo Neruda, par Jean Marcenac, 1954
- no 41 : René Guy Cadou, par Michel Manoll, 1954
- no 42 : P.-J. Toulet, par Pierre-Olivier Walzer, 1954
- no 43 : Bertolt Brecht, par René Wintzen, 1954
- no 44 : Guillevic, par Pierre Daix, 1954; réédition : par Jean Tortel, 1962
- no 45 : Max Elskamp, par Robert Guiette, 1955
- no 46 : Marceline Desbordes-Valmore, par Janine Moulin, 1955
- no 47 : Charles Cros, par Jacques Brenner, 1955; réédition : par Louis Forestier, 1972
- no 48 : Pierre Jean Jouve, par René Micha, 1956
- no 49 : Jean Follain, par André Dhôtel, 1956
- no 50 : Yvan Goll, par Jules Romains, Marcel Brion, Francis Carmody, Richard Exeter, 1956
- Deux volumes hors collection :
  - Maiakovski, par Elsa Triolet, 1945 (collection Poètes étrangers)
  - D.A.F. de Sade, par Gilbert Lély, 1948

### Numéros 51 à 100
- no 51 : Paul Valéry, par Jacques Charpier, 1956
- no 52 : Norge, par Robert Rovini, 1956
- no 53 : André Salmon, par Pierre Berger,1956
- no 54 : Pouchkine, par Hubert Juin, 1956
- no 55 : Emily Dickinson, par Alain Bosquet, 1957
- no 56 : Alfred de Musset, par Philippe Soupault, 1957
- no 57 : Maurice Fombeure, par Jean Rousselot, 1957
- no 58 : Philippe Soupault, Henri-Jacques Dupuis, 1957
- no 59 : Nietzsche, par Pierre Garnier, 1957
- no 60 : Charles Péguy, par Louis Perche, 1957
- no 61 : Alexandre Blok, par Sophie Laffite, 1958
- no 62 : Joë Bousquet, par Suzanne André, Hubert Juin et Gaston Massat, 1958
- no 63 : Boris Pasternak, par Yves Berger, 1958
- no 64 : Henri Heine, par Pierre Garnier, 1958
- no 65 : Essenine, par Sophie Laffite, 1959
- no 66 : Antonin Artaud, par Georges Charbonnier, 1959
- no 67 : Pierre Emmanuel, par Alain Bosquet, 1959
- no 68 : Frédéric Mistral, par Sully-André Peyre, 1959
- no 69 : Charles Vildrac, par Georges Bouquet et Pierre Menanteau, 1959
- no 70 : Paul Gilson, par Germaine Decaris et Pierre Mac Orlan, 1959
- no 71 : Jean Rousselot, par André Marissel, 1960
- no 72 : Raymond Queneau, par Jean Queval, 1960
- no 73 : Fernando Pessoa, par Armand Guibert, 1960 ; rééd. 1973
- no 74 : Jehan Rictus, par Théophile Briant, 1960
- no 75 : Antonio Machado, par Manuel Tunon de Lara, 1960
- no 76 : Paul Fort, par Pierre Béarn, 1960
- no 77 : François Mauriac, par Marc Alyn, 1960
- no 78 : Benjamin Péret, par Jean-Louis Bédouin, 1961
- no 79 : Patrice de la Tour du Pin, par Eva Kushner, 1961
- no 80 : Rabindranath Tagore, par Odette Aslan, 1961
- no 81 : Leopardi, par Mario Maurin, 1961
- no 82 : Léopold Sedar Senghor, par Armand Guibert, 1961 rééd. complétée par Nimrod, 2006
- no 83 : Louis Emié, par Henri Amouroux, 1961
- no 84 : André Spire, par Paul Jamati, 1962
- no 85 : Aimé Césaire, par Lylian Kesteloot, 1962
- no 86 : Lucien Becker, par Gaston Puel, 1962
- no 87 : Maurice Maeterlinck, par Roger Bodart, 1962
- no 88 : Loys Masson, par Charles Moulin, 1962
- no 89 : Marie Noël, par André Blanchet, 1962
- no 90 : Lionello Fiumi, par Roger Clérici, 1962
- no 91 : Louise de Vilmorin, par André Lévêque de Vilmorin, 1962
- no 92 : Dylan Thomas, par Hélène Bokanowski, 1962
- no 93 : Léo Ferré, par Charles Estienne, 1962 (N°1 in série Poésie et chansons)
- no 93bis : Léo Ferré, tome 2, Les années-galaxie, par Françoise Travelet, 1986
- no 94 : Stéphane Mallarmé, par Pierre-Olivier Walzer, 1963
- no 95 : Francis Ponge, par Philippe Sollers, 1963
- no 96 : Franz Hellens, par André Lebois, 1963
- no 97 : Joseph-Sébastien Pons, par Yves Rouquette, 1963
- no 98 : Juan Ramon Jiménez, par René L-F Durand, 1963
- no 99 : Georges Brassens, par Alphonse Bonnafé, 1963, série Poésie et chansons
- no 100 : Essai sur Valery Larbaud, par Bernard Delvaille, 1963

### Numéros 101 à 150
- no 101 : Gabriele D'Annunzio, par Pierre de Montera, 1963
- no 102 : Victor Segalen, par Jean-Louis Bédouin, 1963
- no 103 : Gabriela Mistral, par Mathilde Pomès, 1963.
- no 104 : Tudor Arghezi, par Luc-André Marcel, 1963
- no 105 : Miguel Hernandez, par Jacinto-Luis Guereña, 1964
- no 106 : Max-Pol Fouchet, par Jean Queval, 1964
- no 107 : Muhammad Iqbal, par Luce-Claude Maître, 1964
- no 108 : Georg Trakl, par Robert Rovini, 1964
- no 109 : Jean Tardieu, par E. Noulet, 1964
- no 110 : Tarass Chevtchenko, par Maxime Rilsky et Alexandre Deitch, préface de Guillevic, 1964
- no 111 : Nicolas Guillen, par Claude Couffon, 1964
- no 112 : Jacques Rabemananjara, par Éliane Boucquey de Schutter, 1964
- no 113 : Constantin Cavafy, par Georges Cattaui, 1964
- no 114 : Langston Hughes, par François Dodat, 1964
- no 115 : Hugo von Hofmannsthal, par Étienne Coche De La Ferte, 1964
- no 116 : Anna de Noailles, par Louis Perche, 1964
- no 117 : Alain Bosquet, par Charles Le Quintrec, 1964
- no 118 : William Blake, par Jean Rousselot, 1964
- no 119 :  Jacques Brel, par Jean Clouzet, 1964, série Poésie et chansons
- no 120 : Emily Brontë, par Françoise d'Eaubonne, 1964
- no 121 : Charles Aznavour, par Yves Salgues, 1964, série Poésie et chansons
- no 122 : Robert Frost, par Roger Asselineau, 1964
- no 123 : Félix Leclerc, par Luc Bérimont, 1964, série Poésie et chansons
- no 124 : Marcel Thiry, par Roger Bodart, 1964
- no 125 : Charles Trenet, par Michel Perez, 1964, série Poésie et chansons
- no 126 : Octavio Paz, par Claire Cea, 1965
- no 127 : Srečko Kosovel, par Marc Alyn, 1965
- no 128 : Maurice Carême, par Jacques Charles, 1965
- no 129 : Guido Gezelle, par Liliane Wouters, 1965
- no 130 : Tristan Klingsor par Pierre Menanteau, 1965
- no 131 : Guy Béart, par Robert Beauvais, 1965, série Poésie et chansons
- no 132 : Manuel Bandeira, par Michel Simon, 1965
- no 133 : Marcel Béalu, par Jean-Jacques Kihm, 1965
- no 134 : Gottfried Benn, par Jean-Charles Lombard
- no 135 : Rafael Alberti, par Claude Couffon, 1966
- no 136 : Paul Morand, par Bernard Delvaille, 1966
- no 137 : Robert Goffin, par Alain Bosquet, 1966
- no 138 : Philippe Chabaneix, par André Blanchard et Robert Houdelot, 1966
- no 139 : Ruben Dario, par René L. F. Durand, 1966
- no 140 : Louis Brauquier, par Gabriel Audisio, 1966
- no 141 : Géo Libbrecht, par Roger Boddart, 1966
- no 142 : E. E. Cummings, par D. Jon Grossman, 1966
- no 143 : Luc Bérimont, par Paul Chaulot, 1966
- no 144 : Anne Sylvestre, par Jean Monteaux , 1966, série Poésie et chansons
- no 145 : Gyula Illyés, par André Frénaud et Ladislas Gara, 1966
- no 146 : Francis Picabia, par Pierre de Massot
- no 147 : André de Richaud, par Marc Alyn, 1966
- no 148 : Jean Genet, par Jean-Marie Magnan, 1966
- no 149 : Mihai Beniuc, par Alain Bosquet (préface) et Nicolae Tertulian (présentation), choix et traduction par Mihai Beniuc et Eugène Guillevic, 1966
- no 150 : Boris Vian, par Jean Clouzet, 1966

### Numéros 151 à 200
- no 151 : Lanza del Vasto, Arnaud de Mareuil, 1966
- no 152 : Marie-Jeanne Durry, par Jacques Madaule, 1966
- no 153 : Georges Ribemont-Dessaignes, par Franck Jotterand, 1966
- no 154 : Charles-Ferdinand Ramuz par Gilbert Guisan, 1966
- no 155 : Jean-Claude Renard, par André Alter, 1966
- no 156 : Jorge Carrera Andrade, par René L. F. Durand, 1966
- no 157 : Roger Bodart, par André Guimbretière, 1966
- no 158 : Saint-Denys Garneau, par Eva Kushner, 1967
- no 159 : Aragon, par Georges Sadoul, 1967
- no 160 : Endre Ady, par György Ronay, 1967
- no 161 : Jean-Roger Caussimon, par Léo Ferré, 1967, série Poésie et chansons
- no 162 : Albert Ayguesparse, par Jacques Belmans, 1967
- no 163 : Pierre Albert-Birot, par Jean Follain, 1967
- no 164 : Pierre Seghers, par l'auteur, 1967
- no 165 : Jean Cassou, par Pierre Georgel, 1967
- no 166 : Georges-Emmanuel Clancier, par Michel-Georges Bernard, 1967
- no 167 : Claire Goll, par Georges Cattaui, Edmée de La Rochefoucauld, Armand Lanoux, 1967
- no 168 : César Vallejo, par Americo Ferrari et Georgette Vallejo, 1967
- no 169 : René Daumal, par Jean Biès, 1967
- no 170 : Charles-Albert Cingria, par Jacques Chessex, 1967
- no 171 : Karel Jonckheere, par Roger Bodart, 1968
- no 172 : Alain Grandbois, par Jacques Brault, 1968
- no 173 : Gustave Roud, par Philippe Jaccottet, 1968
- no 174 : Vincent Muselli, par Hélène Desmaroux, 1968
- no 175 : Jean de la Ville de Mirmont, par Michel Suffran, 1968
- no 176 : Barbara, par Jacques Tournier, 1968, série Poésie et chansons
- no 177 : George Bacovia, par Nicolae Manolesco, 1968
- no 178 : Yannis Ritsos, par Chrysa Papandreou
- no 179 : Anna Akhmatova, par Jeanne Rude
- no 180 : Raymond Roussel, par Bernard Caburet
- no 181 : Raymond Radiguet, par David Noakes
- no 182 : René Crevel, par Claude Courtot
- no 183 : Rina Lasnier, par Eva Kushner
- no 184 : Serge Gainsbourg, par Lucien Rioux, 1969, série Poésie et chansons
- no 185 : Georges Chenevière, par André Cuisenier
- no 186 : Charles Van Lerberghe, par Hubert Juin
- no 187 : Edmond Vandercammen, par Elie G. Willaime
- no 188 : Luc Decaunes, par Jean-Marie Auzias
- no 189 : Anne Hébert, par René Lacôte
- no 190 : Achille Chavée, par Miguel André
- no 191 : Gilles Vigneault, par Lucien Rioux, 1969, série Poésie et chansons
- no 192 : Gabriel Celaya, par Pierre-Olivier Seirra
- no 193 : José Marti, par Juan Marinello
- no 194 : Marcel Lecomte, par Marie-Thérèse Bodart
- no 195 : Adam Mickiewicz, par Léon Kolodziej
- no 196 : Miguel Angel Asturias, par Claude Couffon
- no 197 : Georges Moustaki, par Cécile Barthélémy, série Poésie et chansons
- no 198 : Aloysius Bertrand, par Fernand Rude
- no 199 : Roger Caillois, par Alain Bosquet, 1971

### Numéros 201 à 250
- no 200 : Jorge Luis Borges, par Guillermo Sucre, 1970
- no 201 : Charles Le Quintrec, par R. Lorho
- no 202 : Claude Roy, par Roger Grenier, 1971
- no 203 : Germain Nouveau, par L. Forestier
- no 204 : Pierre Béarn, par J.-L. Depierris et M. Dansel
- no 205 : O. V. de L. Milosz, par Jean Rousselot
- no 206 : Ossip Mandelstam, par Jean Blot
- no 207 : Luis Cernuda, par Jacques Ancet
- no 208 : Yeats, par Denis Donoghue, 1973
- no 209 : Michel Butor, par François Aubral, 1973
- no 210 : Ezra Pound, par L. Veza
- no 211 : Jean Cayrol, par Daniel Oster
- no 212 : Jean-Pierre Duprey, par Jean-Christophe Bailly
- no 213 : Ernest Delève, par E. Kinds
- no 214 : Jacques Audiberti, par M. Giroud
- no 215 : Mao Tsé-toung, par Hua-ling Nieh Engle et Paul Engle
- no 216 : Michel Leiris, par Pierre Chappuis
- no 217 : Georges Bataille, par J. Chatain
- no 218 : Guy Levis Mano, par Andrée Chedid et Pierre Torreilles, 1974
- no 219 : Jacques Dupin, par Georges Raillard, 1974
- no 220 : Francis Ponge, par M. Spada
- no 221 : Allen Ginsberg, par Ch. Tysh
- no 222 : Gérald Neveu, par Jean Malrieu
- no 223 : William Carlos Williams, par L. Veza
- no 224 : Alain Borne, par Paul Vincensini
- no 225 : André Hardellet, par Hubert Juin, 1975
- no 226 : Michel Deguy, par Pascal Quignard
- no 227 : Apollinaire, par Daniel Oster
- no 228 : Philippe Jaccottet, par Alain Clerval
- no 229 : Yves Bonnefoy, par John E. Jackson, 1976
- no 230 : Arthur Rimbaud, par Lionel Ray
- no 231 : Filippo Tommaso Marinetti, par Giovanni Lista
- no 232 : Andrée Chedid, par Jacques Izoard
- no 233 : Denis Roche, par Christian Prigent
- no 234 : Julien Gracq, par A. Denis
- no 235 : Robert Sabatier, par Alain Bosquet, 1978
- no 236 : Claude Vigée, par J.-Y. Lartichaux
- no 237 : André Pieyre de Mandiargues, par Salah Stétié
- no 238 : Hubert Juin, par Guy Denis, 1978
- no 239 : André du Bouchet, par Pierre Chappuis, 1979
- no 240 : Ungaretti, par Yvonne Caroutch, 1979
- no 241 : Jean-Pierre Faye par Maurice Partouche
- no 242 : Armand Robin par Alain Bourdon
- no 243 : Georges Henein par Sarane Alexandrian, 1983
- no 244 : Édouard Glissant par D.Radford, 1982
- no 245 : Franck Venaille, par Georges Mounin, 1982
- no 246 : Mathieu Bénézet, par Bernard Delvaille, 1984,
- no 247 : Jean Tortel, par Raymond Jean, 1984
- no 248 : Friedrich Hölderlin par Gilles Jallet
- no 249 : Jacques Roubaud, par Robert Davreu, 1985
- no 250 : Jacques Réda par Jean-Michel Maulpoix, 1986

### Numéros 251 à 270
- no 251 : Alexandre Toursky, par Paul Lombard, 1986
- no 252 : René Depestre, par Claude Couffon, 1986
- no 253 : Bernard Noël, par Hervé Carn, 1986
- no 254 : Paul-Marie Lapointe, par Robert Melançon, 1987
- no 255 : Adrian Miatlev, par Pierre Boujut
- no 256 : Marcelin Pleynet, par Jacqueline Risset, 1988
- no 257 : Maurice Blanchard, par Pierre Peuchmaurd
- no 258 : Roger Gilbert-Lecomte, par Christian Noobergen, 1989
- no 259 : Maurice Roche, par Jean Paris, 1989
- no 260 : Umberto Saba, par Franck Venaille, 1989
- no 261 : André Frénaud, par Georges-Emmanuel Clancier, 1963 ; réédition complétée par Jean-Yves Debreuille, 1989
- no 262 : Marina Tsvetaïeva, par Véronique Lossky, 1984
- no 263 : Marcel Béalu, par Yves-Alain Favre et Jean-Jacques Kihm, 1990
- no 264 : Novalis, par Gilles Jallet, 1990
- no 265 : Louis Scutenaire, par Raoul Vaneigem, 1991
- no 266 : Kateb Yacine, par Saïd Tamba
- no 267 : Georges Perros, par Jean Roudaut
- no 268 : Pierre Morhange, par Franck Venaille
- no 269 : Guennadi Aïgui, par Léon Robel, 1992
- no 270 : Jude Stefan, par Michel Sicard, 1994

(à Compléter)

### Auteurs réédités ou édités entre 2002 et 2007
- Paul Éluard, par Louis Parrot (no 1) et Jean Marcenac, 2002
- Louis Aragon, nouvelle anthologie par Lionel Ray, 2002
- André du Bouchet, par Clément Layet, par 2002
- Gustave Roud, par Philippe Jaccottet (no 173), 2002
- Philippe Jaccottet, par Jean-Luc Steinmetz, 2003
- Yves Bonnefoy, par John E. Jackson, 2003
- Michel Butor, par François Aubral (no 209) et Michel Butor, 2003
- Stéphane Mallarmé, nouvelle édition par Patrick Laupin, 2004
- Andrée Chedid, par Jacques Izoard, 2004
- Anne Perrier, par Jeanne-Marie Baude, 2004
- Salah Stétié, nouveau no , par Marc-Henri Arfeux, 2004
- Pablo Neruda, par Jean Marcenac et Claude Couffon, 2004
- Jean Grosjean, nouveau no , par Jean-Luc Maxence, 2005
- Maurice Chappaz, nouveau no , par Christophe Carraud, 2005
- Léopold Sédar Senghor, par Armand Guibert (no 82), complétée par Nimrod, 2006
- Emmanuel Hocquard, nouveau no , par Gilles A. Tiberghien, 2006
- Edmond Jabès, nouveau no , par Didier Cahen, 2007
- Lorand Gaspar, nouveau no , par Jean-Yves Debreuille, 2007

(à compléter)

## SériePoésie et Chansons(par ordre des numéros)
- Les monographies sur les Auteurs-Chanteurs-Interprètes sont d'abord parues dans la collection Poètes d'aujourd'hui avec la numérotation de cette collection, puis dans une série spécifique avec une nouvelle numérotation. Jusqu'en 1972, le nom de la collection n'est pas fixé, Poésie et chansons étant concurrencé, voire supplanté, par l'appelation Chansons d'aujourd'hui. Le premier numéro de la collection autonome est le no 14, consacré à Mouloudji, paru en 1971.

- no 1 (ex-no 93) : Léo Ferré, par Charles Estienne, 1962
- no 2 (ex-no 99) : Georges Brassens, par Alphonse Bonnafé, 1963
- no 3 (ex-no 119) : Jacques Brel, par Jean Clouzet, 1964
- no 4 (ex-no 121) : Charles Aznavour, par Yves Salgues, 1964
- no 5 (ex-no 123) : Félix Leclerc, par Luc Bérimont, 1964
- no 6 (ex-no 125) : Charles Trenet, par Michel Perez, 1964
- no 7 (ex-no 131) : Guy Béart, par Robert Beauvais, 1965
- no 8 (ex-no 144) : Anne Sylvestre, par Jean Monteaux, 1966
- no 9 (ex-no 161) : Jean-Roger Caussimon, par Léo Ferré, 1967
- no 10 (ex-no 176) : Barbara, par Jacques Tournier, 1968
- no 11 (ex-no 184) : Serge Gainsbourg, par Lucien Rioux, 1969 (voir aussi le n°54)
- no 12 (ex-no 191) : Gilles Vigneault, par Lucien Rioux , 1969
- no 13 (ex-no 197) : Georges Moustaki, par Cécile Barthélémy
- no 14 : Mouloudji, par Boubeker Ourabah et Jean-Paul Ollivier, 1971
- no 15 : Béranger, par Serge Dillaz
- no 16 : Julien Clerc, par Danièle Heymann et Lucien Rioux
- no 17 : Glenmor, par Xavier Grall
- no 18 : Aristide Bruant, par Mouloudji
- no 19 : Gilbert Bécaud, par Christophe Izard
- no 20 : Leny Escudero, par Cécile Barthélémy
- no 21 : Cora Vaucaire, par Gilles Costaz
- no 22 : Robert Charlebois, par Lucien Rioux, 1973
- no 23 : Michel Polnareff, par Cécile Barthélémy
- no 24 : Serge Lama, par Cécile Barthélémy
- no 25 : Édith Piaf, par Gilles Costaz
- no 26 : Francis Lemarque, par André Blanc, 1974
- no 27 : Claude Marti, par Roland Pécout
- no 28 : Jacques Douai, par Luc Bérimont et Marie-Hélène Fraïssé, 1974
- no 29 : Pauline Julien, par Louis-Jean Calvet
- no 30 : Claude Nougaro, par Michel Giroud
- no 31 : Adamo, par Yves Salgues
- no 32 : Yves Simon, par Lucien Nicolas
- no 33 : Hélène Martin, par Alain Dran et Philippe Soupault
- no 34 : Gérard Lenorman, par Elisabeth Chandet
- no 35 : Juliette Gréco, par Michel Grisolia et Françoise Mallet-Joris, 1975
- no 36 : Gilles Servat, par Guy Millière, 1975
- no 37 : Joan Pau Verdier, par Louis-Jean Calvet, 1976
- no 38 : François Béranger, par Pierre Guinchat, 1976
- no 39 : Julos Beaucarne, par Jacques Bertrand, 1977
- no 40 : Herbert Pagani, par André Bercoff
- no 41 : Pierre Perret, par André Blanc, 1978
- no 42 : Alain Souchon, par Richard Cannavo, 1979
- no 43 : Jacques Higelin, par Lucien Roux et Michèle Wathelet 1980
- no 44 : Yves Duteil, par Elisabeth Chandet, 1981
- no 45 : Eddy Mitchell, par Chantal Pelletier 1981
- no 46 : Maxime Le Forestier, par Lucien Rioux et Geneviève Beauvarlet, 1982
- no 47 : Renaud, par Jacques Erwan, 1982
- no 48 : Boby Lapointe, par Jacques Donzel, 1983
- no 49 : Diane Dufresne, par Geneviève Beauvarlet, 1984
- no 50 : Michel Sardou, par Florence Michel, 1985
- no 51 : Michel Jonasz, par Brigitte Kernel, 1985
- no 52 : Charles Dumont, par  Sophie Makhno,1985
- no 53 : Pierre Delanoë, par Pierre Laforêt, 1986
- no 54 : Serge Gainsbourg, par Lucien Rioux, 1986
- no 55 : Daniel Balavoine, par Geneviève Beauvarlet, 1986
- no 56 : Charlélie Couture, par Béatrice Soulé, 1986
- no 57 : Marie-Paule Belle, par Françoise Mallet-Joris, 1987
- no 58 : Sapho, par Salah Guemriche, 1988
- no 59 : Jean Guidoni, par Colette Godard, 1988
- no 60 : Michel Delpech, par Geneviève Beauvarlet, 1988
- no 61 : Hubert-Félix Thiéfaine, par Pascale Bigot, avant-propos de Léo Ferré, 1988
- no 62 : Paolo Conte, par Monique Malfatto, 1989
- no 63 : Vladimir Vissotsky, par Jean-Jacques Marie, préface : Marina Vlady, 1989
- no 64 : William Sheller, par Marie-Ange Guillaume, 1989
- no 65 : Gérard Blanchard, par Geneviève Beauvarlet, 1989
- no 66 : Dick Annegarn, par Jacques Gandon, 1990
- no 67 : Véronique Sanson, par Brigitte Kernel, 1990

Note, en 1953, dans sa collection Poésie 53, Pierre Seghers avait déjà publié :
- Stéphane Golmann : Ballades et Chansons de Geste

(à compléter)

## Écrivains d'hier et d'aujourd'huisuccédant àPoètes d'hier et d'aujourd'hui(par ordre des numéros)
- Le nom de la collection était à l'origine, Poètes d'hier et d'aujourd'hui au moins pour les deux premiers volumes. Très rapidement elle fut rebaptisée Écrivains d'hier et aujourd'hui.

- no 1 : Pierre de Ronsard, par Frédéric Boyer, 1958 (Collection «Poètes d'hier et d'aujourd'hui»), rééditions 1960,1965,1970.
- no 2 : François Villon, par Jacques Charpier, 1958 (Collection «Poètes d'hier et d'aujourd'hui»),
- no 3 : Joachim du Bellay, par Frédéric Boyer, 1958, rééditions 1966, 1973.
- no 4 : Charles d’Orléans, par Jacques Charpier, 1958
- no 5 : André Chénier, Jean-Marie Gerbault, 1958
- no 6 : Charles Dickens, par Sylvère Monod, 1959, réédition 1967
- no 7 : Goethe, par Pierre Garnier, 1960, réédition 1967
- no 8 : Schiller, par Victor Hell, 1960, réédition 1967
- no 9 : Novalis, par Pierre Garnier, 1962
- no 10 : Louise Labé, par Gérard Guillot, 1962
- no 11 : Maurice Scève, par Jean-Pierre Attal, 1963
- no 12 : Coleridge, par Bernard Delvaille, 1963
- no 13 : Gongora, par Pierre Darmangeat, 1964
- no 14 : Camoëns, par Jacques Fressard, 1964
- no 15 : John Donne, par Léon-Gabriel Gros, 1964
- no 16 : Clément Marot, par C.A.Mayer, 1964
- no 17 : Shelley, par Stephen Spender, 1964
- no 18 : Robert Browning, par John Bryson, 1964
- no 19 : Alfred de Vigny, par Marc Eigeldinger, 1965
- no 20 : Jean de La Fontaine, par Pierre Clarac, 1965
- no 21 : Byron, par Robert Escarpit, 1965
- no 22 : François de La Rochefoucauld, par Edith Mora, 1965
- no 23 : Dante, par lucienne Portier, 1965
- no 24 : Rutebeuf, par Germaine Lafeuille, 1966
- no 25 : Agrippa d'Aubigné, par Jean Rousselot, 1966
- no 26 : John Keats, par Georges-Albert Astre, 1967
- no 27 : Leconte de Lisle, par Jules-Marie Priou, 1966
- no 28 : Henri de Kleist, par Jean-Charles Lombard, 1967
- no 29 : Théophile Gautier, par Bernard Delvaille, 1968
- no 30 : Homère, par Hélène Mounard, 1969
- no 31 : Chateaubriand, par Louis Martin-Chauffier, 1968
- no 32 : Cervantés (sic), par Jean-Marc Pelorson, 1970
- no 33 : Charles Nodier, par Hubert Juin, 1970
- no 34 : Saint-Simon, par Roger Judrin, 1970
- no 35 : Villiers de l'Isle-Adam, par Jean-Paul Gourévitch, 1971
- no 36 : Jules Vallès, par Marie-Claire Bancquart, 1971
- no 37 : Montaigne, par Roger Judrin, 1971
- no 38 : Marguerite Yourcenar, par Jean Blot, 1971
- no 39 : Marcel Proust, par Jacques Borel, 1972
- no 40 : Choderlos de Laclos, par Yvon Belaval, 1972
- no 41 : Ernest Hemingway, par Roger Asselineau, 1972
- no 42 : Marguerite Duras par Alain Vircondelet, 1972
- no 43 : Roger Vailland, par Elisabeth Vailland et René Ballet, 1973
- no 44 : George Sand, par Claudine Chonez, 1973
- no 45 : François Mauriac, par Michel Suffran, 1973
- no 46 : Barbey d'Aurevilly, par Hubert Juin, 1975
- no 47 :
- no 48 : Colette, par Louis Perche, 1976

(à compléter)

## Hors-collection et Anthologies critiques et historiques
- Première anthologie vivante de la poésie du passé, préface, choix de poèmes, notices par Paul Éluard :
  - Tome 1 : De Philippe de Thaun à Ronsard
  - Tome 2 : De Joachim (du Bellay) à Claude Cherrier
- Panorama critique des nouveaux poètes français, par Jean Rousselot, 1952
- Panorama critique de Rimbaud au Surréalisme, par Georges-Emmanuel Clancier, 1953
- Poésie pour tous — Initiation à la poésie de C. Day Lewis, paru en anglais sous le titre Poetry for you a été traduit, adapté et complété par Yves Peres à l'intention des lecteurs français, préface de Jean Cocteau, 1953.